# Mellangyllen
Mellangyllen (Barbarea intermedia) är en korsblommig växtart som beskrevs av Alexandre Boreau. Enligt Catalogue of Life ingår Mellangyllen i släktet gyllnar och familjen korsblommiga växter, men enligt Dyntaxa är tillhörigheten istället släktet gyllnar och familjen korsblommiga växter. Arten är reproducerande i Sverige. Inga underarter finns listade i Catalogue of Life.

## Bildgalleri

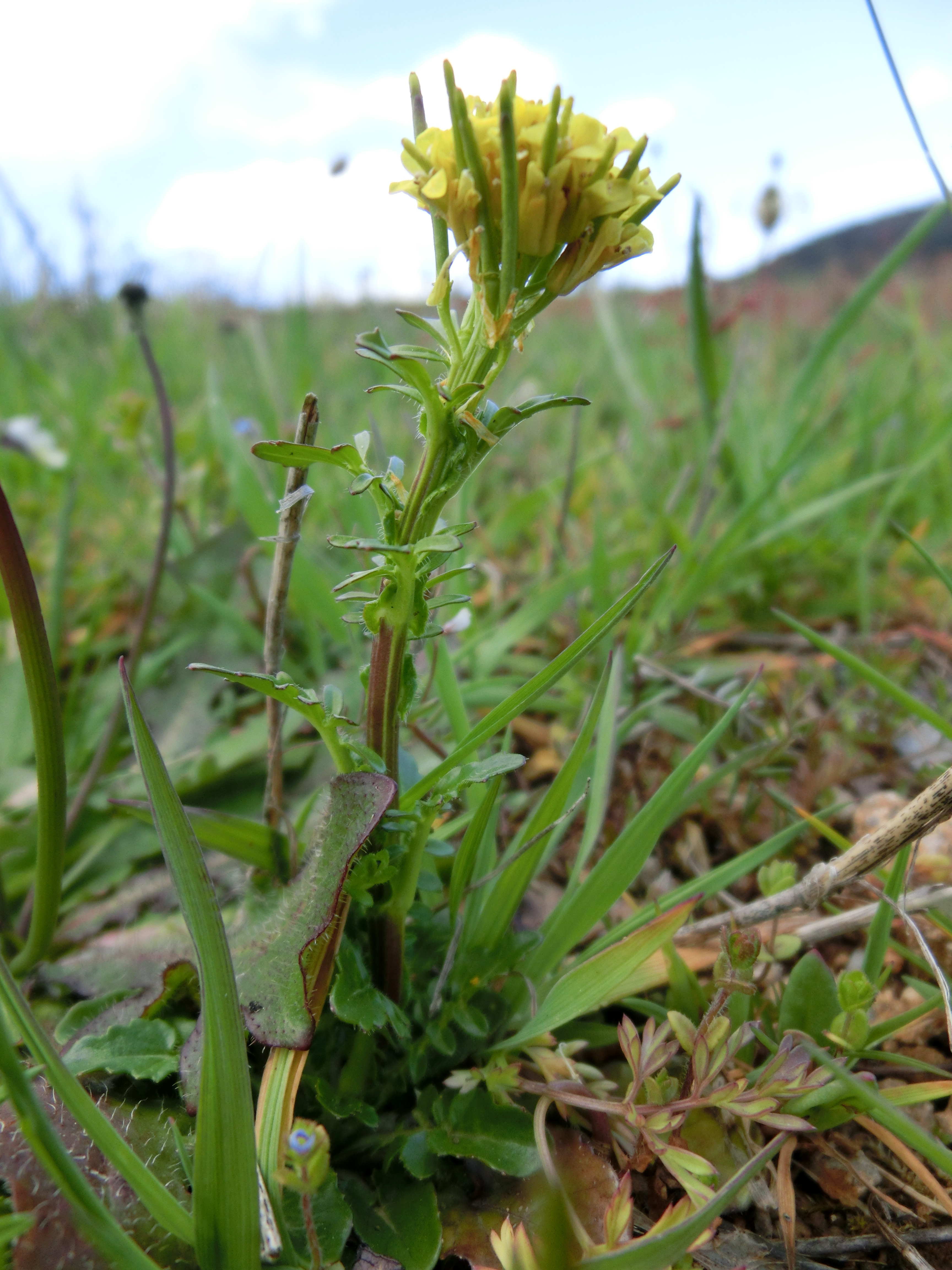
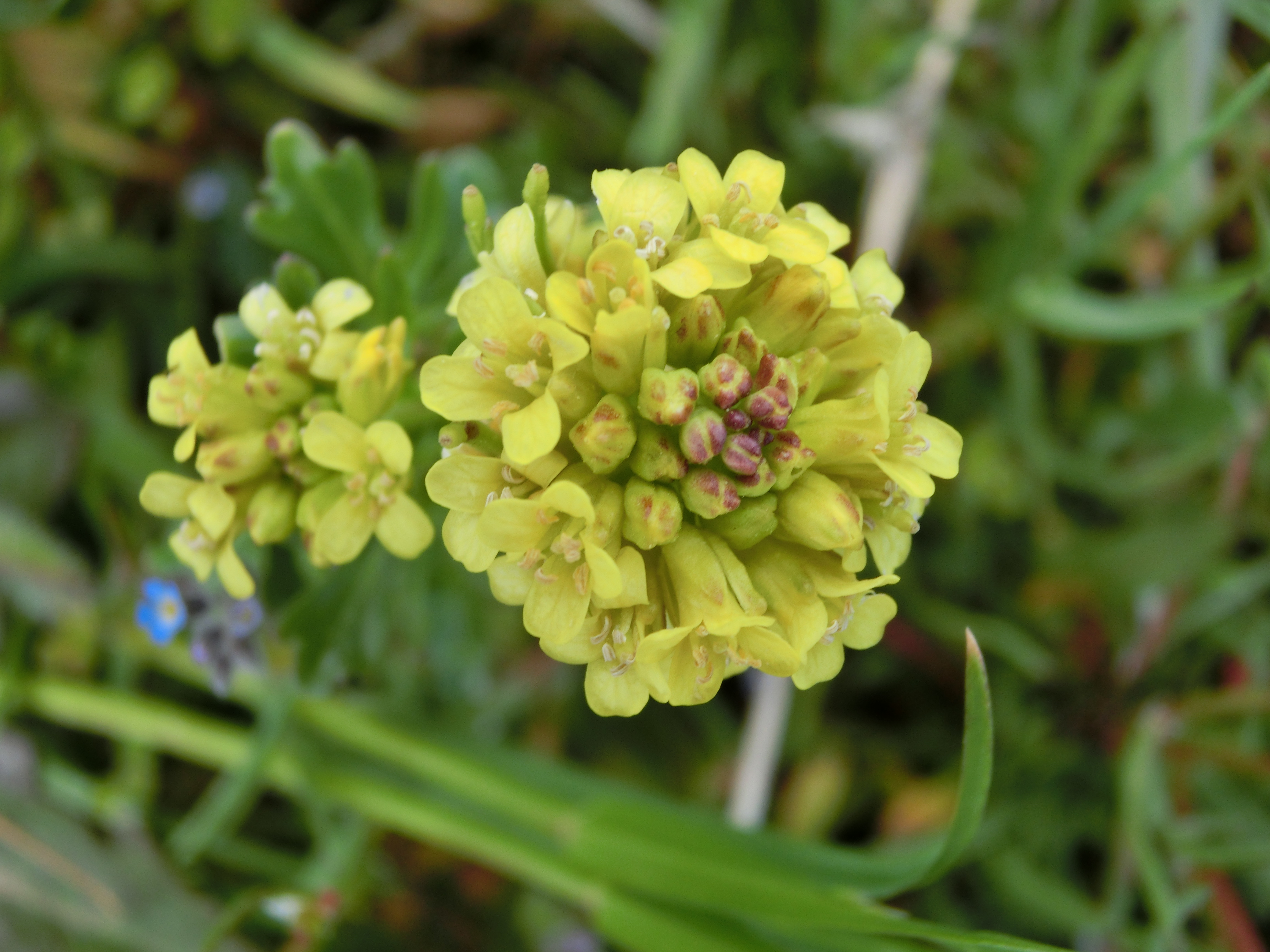
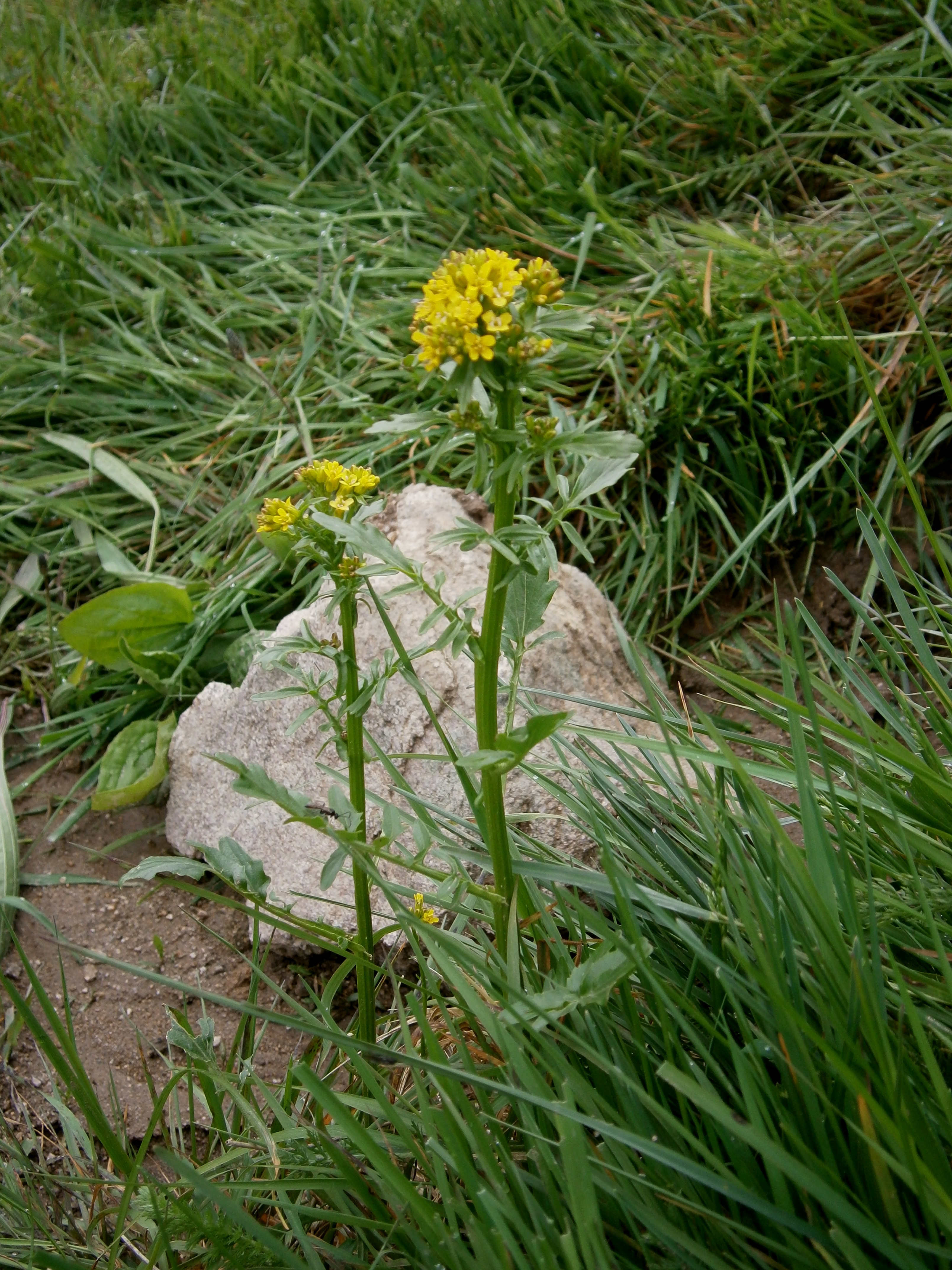
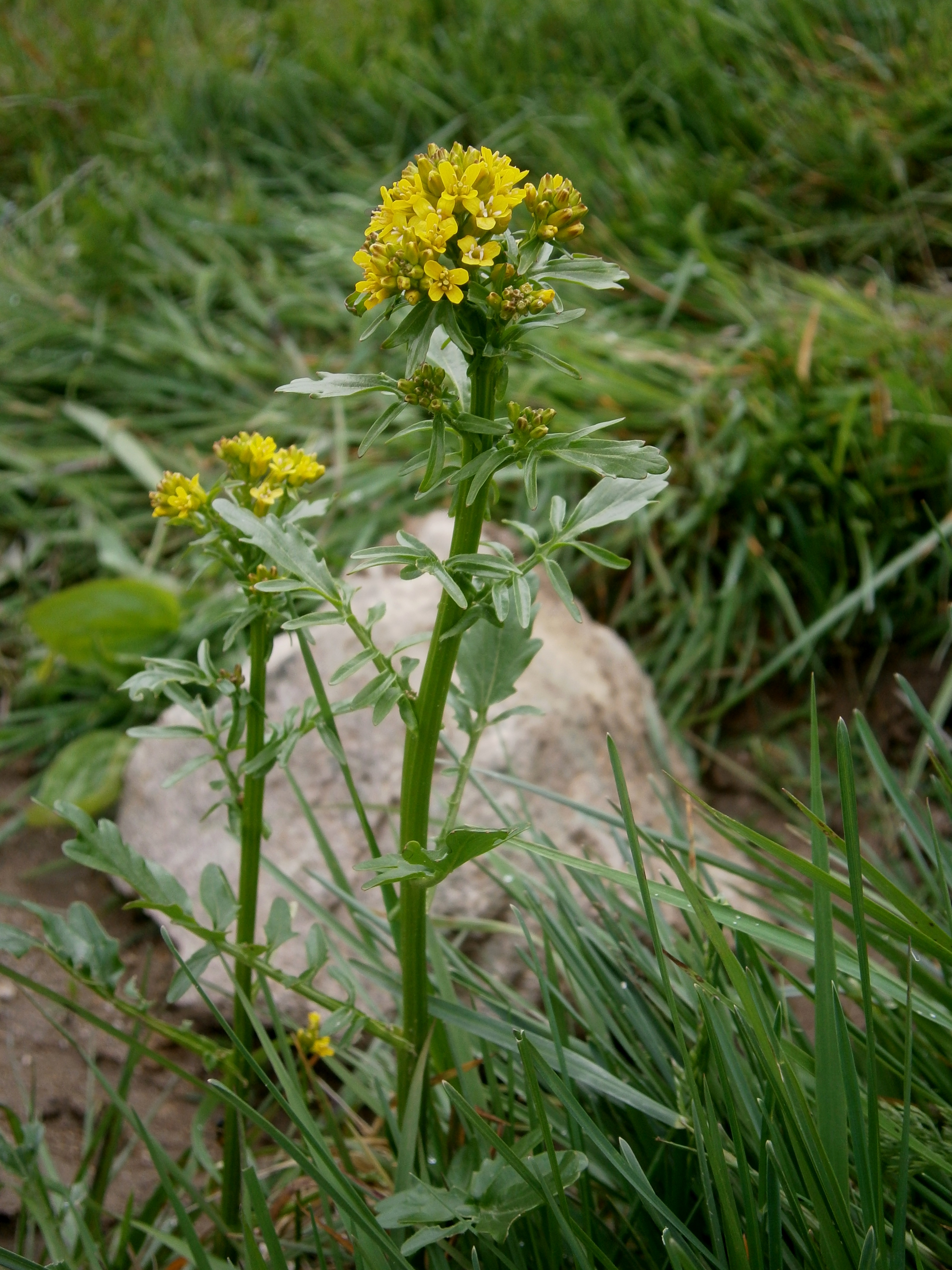
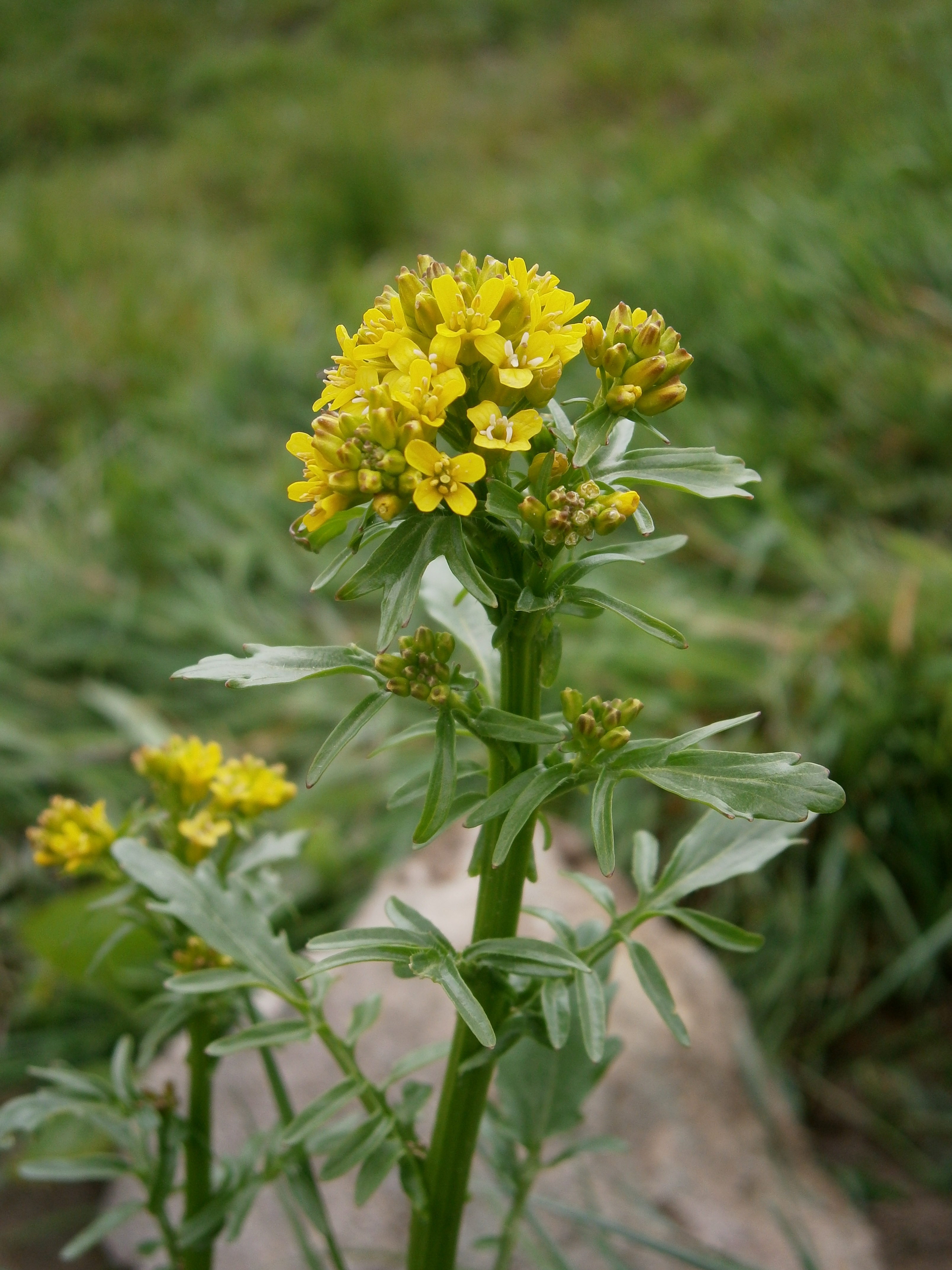
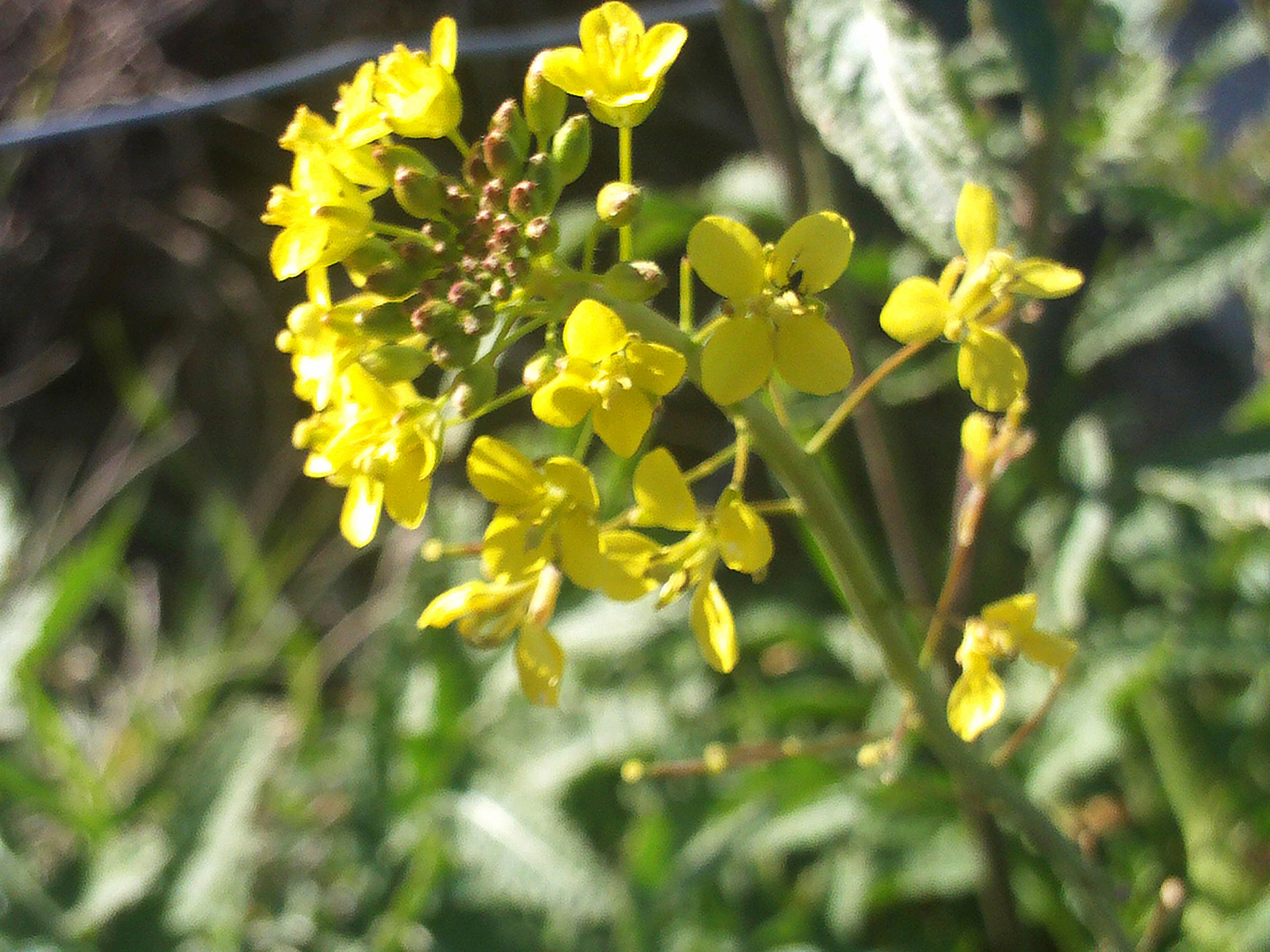